# Victor de Sabata
Victor de Sabata (Vittorio) (* 10. April 1892 in Triest, Österreich-Ungarn; † 11. Dezember 1967 in Santa Margherita Ligure) war ein italienischer Dirigent und Komponist.

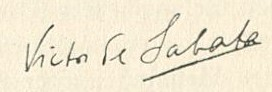
Signatur (1938)

## Leben
Victor de Sabata studierte in Mailand und dirigierte zunächst in Monte Carlo, wo er am 21. März 1925 die Uraufführung von Maurice Ravels L’enfant et les sortilèges leitete. Von 1927 bis 1957 war er Chefdirigent an der Mailänder Scala vor allem der Werke Verdis und Puccinis, gab in der Zeit jedoch auch Gastdirigate in ganz Europa. Im Gegensatz zu seinem Konkurrenten Arturo Toscanini dirigierte er auch in Nazideutschland, wo er unter anderem als Wagner-Dirigent die höchste Achtung erfuhr. Dem heutigen Musikliebhaber ist der Dirigent de Sabata hauptsächlich durch seine von Walter Legge produzierten Aufnahmen von Tosca und der Messa da Requiem bekannt. De Sabata galt vielen Zeitgenossen dirigentisch als nüchterner und tiefsinniger als Toscanini, eine Meinung, die unter anderem auch von Sergiu Celibidache (der den Dirigenten in den 1930er und 1940er Jahren häufig in Berlin erlebte) vertreten wurde.

## Werke (Auswahl)
Der Komponist de Sabata ist hingegen so gut wie vergessen. Seine Oper Il macigno wurde 1917 an der Mailänder Scala uraufgeführt, doch ging die Partitur während des Zweiten Weltkriegs verloren. De Sabata, Victor schrieb neben sinfonischen Dichtungen die Oper Lisistrata.

### Oper
- Il macigno [Der Felsblock], Oper in zwei Akten, Libretto: Alberto Colantuoni (1880–1959), Uraufführung am Teatro alla Scala in Mailand  am 31. März 1917, Wiederaufnahme 1935 in Turin als Driada
- L'offerta,  atto tragico, 1922 OCLC 30931346
- Lysistrata

### Ballette
- Mille e una notte [Tausend und eine Nacht], choreographische Fabel in sieben Bildern, Uraufführung am 20. Januar 1931 Teatro alla Scala in Mailand OCLC 57607134

### Schauspielmusik
- Il mercante di Venezia [Der Kaufmann von Venedig] von William Shakespeare, komponiert für Aufführungen auf der Biennale di Venezia im Juli 1934 OCLC 746854997

### Orchestermusik
- Suite per grande orchestra,  in quattro tempi op. 2, Entstehungsjahr 1910, Diplomarbeit am Konservatorium in Mailand OCLC 1416819416
- Iuventus, sinfonische Dichtung, 1919 OCLC 4765909
- La notte di Plàton, sinfonisches Gemälde, 1924 OCLC La notte di Plàton
- Gethsemani, Poema contemplativo. Sinfonische Dichtung für Orchester, 1926 OCLC 838220718
- Mille e una notte, Suite

### Kammermusik
- Melodia für Violine mit Klavierbegleitung OCLC 1238137301

### Klaviermusik
- Drei Klavierstücke OCLC 1078922675
  - Câline, kleine Legatostudie
  - Habanera, 1918 OCLC 494340964
  - Do you want me? (quasi Cakewalk), 1918 OCLC 982277175
- Gli studenti di Parigi, Valzer[1]
- Gran valzer nel ballo Sui Pirenei[2]
- Marinaresca, nel ballo Fra nastri e cappellini